# Leon Schipper
Leon Jay "Lee" Schipper (7 de abril de 1947 - 16 de agosto de 2011) fue un físico y experto en eficiencia energética, autor de más de 100 artículos técnicos y varios libros sobre economía energética y transporte. Fue "a menudo un crítico de la sabiduría convencional".  Los científicos del clima lo recordaban como "un gigante" que "fue brillante en articular las conexiones entre tecnología, economía, cultura, política y política". 

## Educación
Asistió a la Universidad de California en Berkeley. Obtuvo una licenciatura en física y música en 1968 y un doctorado en astrofísica.

## Carrera
Schipper trabajó en el Laboratorio Nacional Lawrence Berkeley (LBNL) durante más de 20 años. Además, trabajó en el Grupo de Energía y Recursos de UC Berkeley, Shell International en Londres, además de ser Fulbright Scholar en el Instituto Beijer de Economía Ecológica de Estocolmo. Fue investigador invitado en el Banco Mundial, VVS Tekniska Foereningen, la OCDE y el Instituto de Medio Ambiente de Estocolmo. Trabajó en estrecha colaboración con Global Business Network y Cambridge Energy Research Associates.
Formó parte de los consejos editoriales de cinco revistas importantes y fue miembro de la Junta Sueca de Investigación en Transporte y Comunicaciones. Durante cuatro años fue miembro del Comité de Transporte Sostenible y del Comité de Países en Desarrollo de la Junta de Investigación del Transporte de la Academia Nacional de Ciencias de Estados Unidos.
En el momento de su muerte, Schipper era científico investigador sénior en los Estudios Metropolitanos Globales de la Universidad de California Berkeley y en el Instituto Precourt de Eficiencia Energética de la Universidad de Stanford, realizando investigaciones y análisis de políticas sobre el uso eficiente de la energía en los sistemas de transporte.

### Vivienda energéticamente eficiente
La primera contribución trascendental se produjo en 1976, cuando publicó un influyente artículo en Science señalando que Suecia consumía mucha menos energía por unidad de actividad económica que Estados Unidos.  Su trabajo sobre la eficiencia energética de las viviendas suecas culminó en su libro de 1985 Viniendo del frío con Stephen Meyers y Henry Kelly. Schipper testificó ante el Congreso sobre este tema en marzo de 1984. 

### Transporte
Centró su atención principal en el transporte en la década de 1980 y fundó el grupo de Estudios Energéticos Internacionales del Laboratorio de Berkeley con Jayant Sathaye, y los dos codirigieron el grupo durante muchos años.
Fue cofundador de EMBARQ, el Centro para el Transporte Sostenible del Instituto de Recursos Mundiales, y permaneció como asociado sénior emérito.

### Cambio climático
De 1995 a 2001 fue científico sénior en la Agencia Internacional de Energía en París.
Contribuyó al Segundo y Tercer Informe de Evaluación del Panel Intergubernamental sobre Cambio Climático, que recibió el Premio Nobel de la Paz en 2007. Debía actuar como editor de revisión del capítulo sobre Transporte en la contribución del Grupo de Trabajo III al Quinto Informe de Evaluación, publicado en abril de 2014. 

## Legado
John Holdren, que más tarde se convertiría en asesor científico del presidente Barack Obama, fue la primera persona que contrató a Schipper como especialista en energía, en Berkeley, a principios de los años 1970. Dijo que "Lee fue una de las primeras personas en señalar que la gente no quiere consumir energía, pero quiere consumir servicios energéticos, como transporte, habitaciones cómodas, cerveza fría, etc.". Y que había una enorme variación en la cantidad de energía necesaria para realizar esos servicios. '' 
Mark Levine, quien fue el supervisor de Schipper durante la mayor parte de su carrera en LBNL, dijo: "Lee fue el padre fundador de una escuela de analistas de energía, una tradición continuada con vigor en el Departamento de Análisis de Energía de LBNL... El trabajo que realizó "Se ha continuado aquí. Creó una importante tradición de comprensión de la energía estudiándola desde abajo hacia arriba, es decir, por el usuario final".  Schipper abrió nuevos caminos al analizar datos energéticos sector por sector y uso final por uso final en varios países y compararlos. Demostró que la intensidad energética no se correlacionaba con el PIB de ninguna manera sencilla y pudo mostrar por qué.

## Personal
Fue descrito como un iconoclasta incontenible  con una maravillosa habilidad para convertir una frase en un efecto excelente. Prueba de ello fue la publicación de 15 cartas al editor del New York Times sobre la eficiencia energética. Por ejemplo, en su opinión, el programa "dinero por chatarra", que ofrecía reembolsos a las personas que compraran un automóvil nuevo con mejor kilometraje que el anterior, hizo poco para ahorrar energía, aunque pudo haber reducido la contaminación del aire. En muchos casos, los compradores utilizaron el reembolso para comprar algo más grande y potente de lo que habrían comprado de otra manera. "El efecto es inverso al que esperábamos", afirmó. 
También fue un músico consumado. Fue el líder del Quinteto de Jazz de la Universidad de California en 1968.  Como estudiante y vibrafonista de UC Berkeley, llevó a su grupo de jazz a la victoria en el Festival de Jazz de Notre Dame en 1967. En 1969 el saxofonista danés Carsten Meinert lo invitó a grabar su álbum "CM Musictrain" en Dinamarca (Spectator Records). En 1973 grabó "The Phunky Physicist" con la guitarrista sueca Janne Schaffer. Retomaría el papel de líder de banda con un grupo de jazz ad hoc, Lee Schipper and the Mitigators, que actuaba principalmente en conjunto con conferencias relacionadas con la energía.
También fue uno de los expertos mundiales en Wilhelm Furtwangler, director de orquesta sinfónico y operístico del siglo XX, y recopiló una de las colecciones más completas de sus grabaciones.

## Publicaciones
- 1985: (autor principal) Coming in from the Cold: Energy-wise Housing in Suecia (Consejo Americano para una Economía Energéticamente Eficiente)
- 1992: (autor principal) Eficiencia energética y actividad humana: tendencias pasadas, perspectivas futuras (Cambridge University Press)
- 1992: (coautor) Revista Access "Automóviles ambientalmente benignos"
- 1993: (autor principal) "Mind the Gap: The Vicious Circle of Measurement Automobile Fuel Use" Política energética
- 2001: (coautor) Transporte en países en desarrollo: escenarios de gases de efecto invernadero para Delhi, India (Instituto de Estudios de Transporte, UC Davis)
- 2005: (coautor) Creciendo en invernadero: proteger el clima poniendo el desarrollo en primer lugar (Instituto de Recursos Mundiales)
- 2006: (coautor) Medición de lo invisible: cuantificación de las reducciones de emisiones de soluciones de transporte - Estudio de caso de Querétaro (Instituto de Recursos Mundiales)
- 2008: (autor principal) Medición de lo invisible: cuantificación de las reducciones de emisiones de las soluciones de transporte - Estudio de caso de Hanoi (Instituto de Recursos Mundiales)
- 2009: (autor principal) Transporte y emisiones de dióxido de carbono: pronósticos, análisis de opciones y evaluación (Banco Asiático de Desarrollo)